# Banjul
Banjul [ˈbændʒuːl] (bis 1973 Bathurst) ist die Hauptstadt des westafrikanischen Staates Gambia. Als „City of Banjul“ gehört die Stadt in der Verwaltungsgliederung Gambias neben den Regionen und der Kanifing Municipal als eigener Verwaltungsbezirk zu der obersten Ebene der Verwaltungseinheiten.
Nach einer Berechnung für das Jahr 2024 leben dort etwa 34.589 Einwohner (genannt Banjulians), damit ist Banjul die achtgrößte Ortschaft Gambias. Die letzte veröffentlichte Volkszählung von 2013 ergab 31.054 Einwohner. Im Volksmund trägt Banjul den Beinamen „City of Light“.

## Geographie

### Geographische Lage
Banjul liegt an der Mündung des Gambia-Flusses an der Küste des Atlantischen Ozeans. Die Siedlung wurde auf einer flachen Sandbank-Insel (St. Mary’s Island), die sich im Laufe der Zeit in der Mündung gebildet hatte, angelegt. Vor der Besiedlung wuchsen auf der Sandbank außer Baobabs (Affenbrotbäume) auch Bambuswälder.
Banjul bedeutet in der Mande-Sprache „Bambusinsel“.

### Ausdehnung des Stadtgebiets
Durch die geographische Lage auf einer Sandbank ist die weitere Expansion des Stadtgebietes nicht möglich, an der westlichen Stadtgrenze befinden sich die Mangrovensümpfe. Diese sind unter dem Namen Tanbi Wetland Complex bekannt und genießen den besonderen Schutz eines Naturreservats und Ramsar-Schutzgebiets.

### Stadtgliederung
Die Stadt Banjul ist neben ihrer Funktion als Hauptstadt auch ein eigener Verwaltungsbezirk des Staates. Zusammen mit der Kanifing Municipal bildet sie die Greater Banjul Area.

### Nachbargemeinden
Von dieser natürlichen Begrenzung der Stadt profitiert als schnell wachsende Stadt Serekunda. Sie ist durch den Banjul-Serekunda Highway mit Banjul verbunden und liegt westlich der Mangrovensümpfe auf dem Festland.

### Bevölkerung
Nach einer Erhebung von 1993 (damalige Volkszählung) stellen die Wolof die größte Bevölkerungsgruppe mit einem Anteil von rund drei Zehnteln, dicht gefolgt von den Mandinka. Die Verteilung im Detail: 31,1 % Wolof, 28,9 % Mandinka, 9,8 % Fula, 8,1 % Serer, 6,4 % Diola, 5,9 % Aku, 5,1 % Serahule, 1,4 % Bambara, 1,1 % Manjago und 2,5 % andere Ethnien.

### Klima
|                       | Jan  | Feb  | Mär  | Apr  | Mai  | Jun  | Jul  | Aug  | Sep  | Okt  | Nov  | Dez  |   |      |
| Mittl. Tagesmax. (°C) | 31,4 | 32,4 | 33,7 | 32,5 | 31,4 | 31,4 | 30,2 | 29,3 | 30,5 | 31,4 | 31,8 | 30,5 | ⌀ | 31,4 |
| Mittl. Tagesmin. (°C) | 14,9 | 16,3 | 16,9 | 18,2 | 19,7 | 22,7 | 23,1 | 22,8 | 22,7 | 22,2 | 19,2 | 16,4 | ⌀ | 19,6 |
|                       |      |      |      |      |      |      |      |      |      |      |      |      |   |      |
| Niederschlag (mm)     | 1    | 1    | 0    | 0    | 4    | 62   | 267  | 405  | 286  | 86   | 6    | 0    | Σ | 1118 |
|                       |      |      |      |      |      |      |      |      |      |      |      |      |   |      |
| Sonnenstunden (h/d)   | 6,7  | 8,4  | 8,6  | 8,4  | 7,4  | 6,7  | 5,9  | 6,1  | 6,1  | 7,0  | 8,2  | 6,8  | ⌀ | 7,2  |
|                       |      |      |      |      |      |      |      |      |      |      |      |      |   |      |
| Regentage (d)         | 0    | 0    | 0    | 0    | 0    | 5    | 15   | 17   | 15   | 5    | 0    | 0    | Σ | 57   |
|                       |      |      |      |      |      |      |      |      |      |      |      |      |   |      |
| Wassertemperatur (°C) | 22   | 21   | 21   | 22   | 24   | 26   | 27   | 27   | 27   | 27   | 27   | 24   | ⌀ | 24,6 |
|                       |      |      |      |      |      |      |      |      |      |      |      |      |   |      |
| Luftfeuchtigkeit (%)  | 47   | 47   | 50   | 58   | 67   | 73   | 81   | 85   | 84   | 80   | 69   | 55   | ⌀ | 66,4 |

| 14,9 |

| 16,3 |

| 16,9 |

| 18,2 |

| 19,7 |

| 22,7 |

| 23,1 |

| 22,8 |

| 22,7 |

| 22,2 |

| 19,2 |

| 16,4 |

| 14,9 |

| 16,3 |

| 16,9 |

| 18,2 |

| 19,7 |

| 22,7 |

| 23,1 |

| 22,8 |

| 22,7 |

| 22,2 |

| 19,2 |

| 16,4 |

## Geschichte
1807 begannen britische Kolonialisten, die Insel zu besiedeln. 1816 wurde die Stadt unter dem Namen Bathurst (nach Henry Bathurst, Sekretär des Britischen Kolonialbüros) als Handels- und Militärposten gegründet, als die Briten versuchten, den Sklavenhandel einzudämmen. Gegenüber von Fort Bullen (Barra) auf der anderen Seite des Gambia errichteten sie ein Fort und mehrere Geschützstellungen, unter anderem die Six-Gun Battery. Beide Forts waren dazu gedacht, die Fortsetzung des Sklavenhandels aus dem Hinterland zu verhindern. Die Six-Gun Battery ist seit 2003 als UNESCO-Weltkulturerbe eingestuft.
Der 1820 gegrabene älteste Brunnen von Banjul besteht bis heute.
Am 18. Februar 1965 wurde die Stadt Hauptstadt des neuen unabhängigen Staates Republic of The Gambia. Sie wurde am 24. April 1973 im Zuge der Afrikanisierung in Banjul umbenannt.

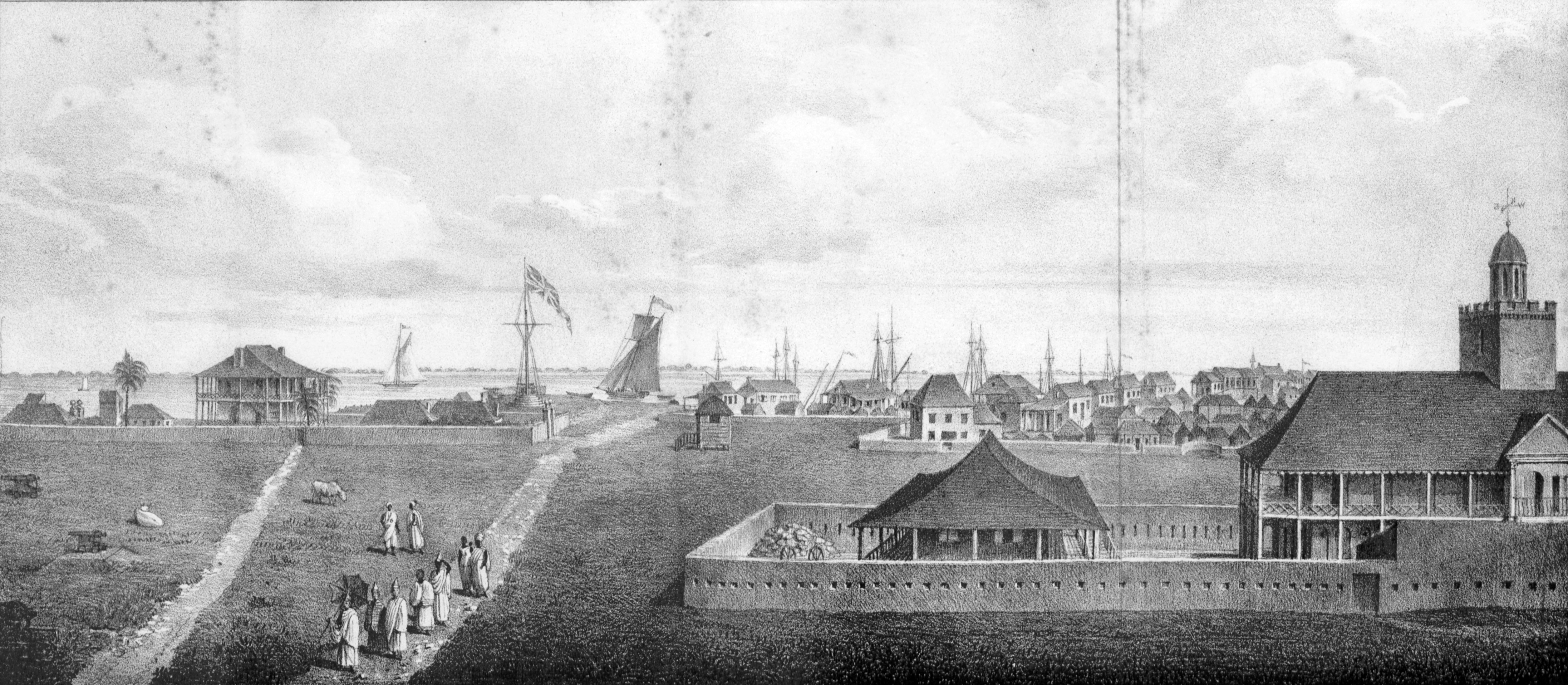
Bathurst 1824
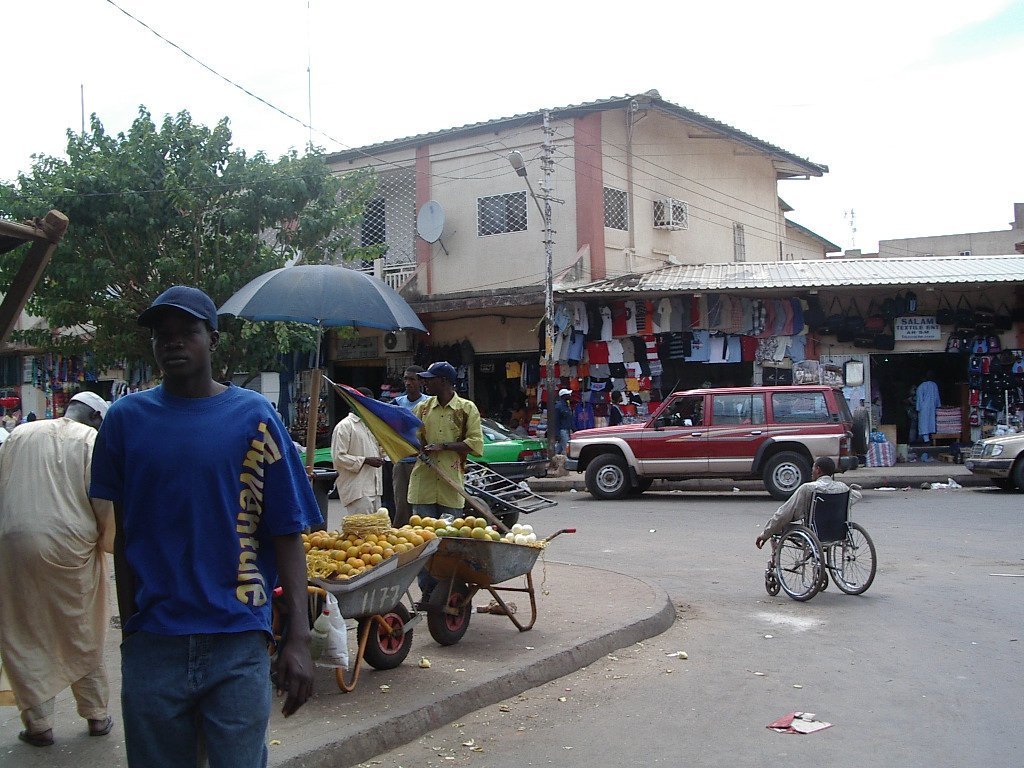
Der Albert Market
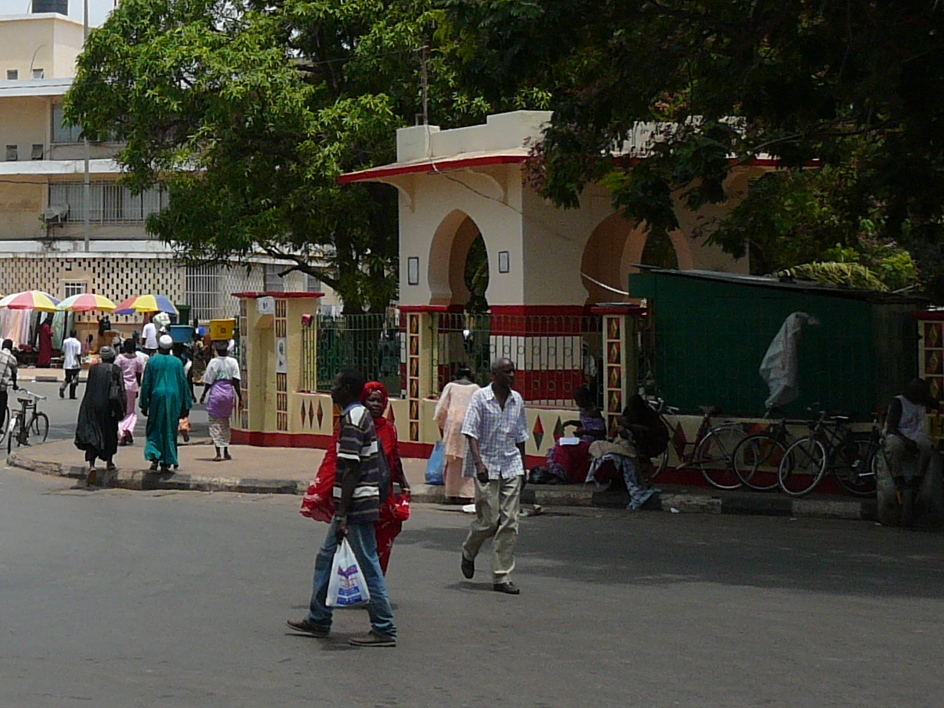
Straße in Banjul

2016 wurde das 200-jährige Bestehen Banjuls mit einer Woche Festlichkeiten begangen.

## Einwohnerentwicklung
| Jahr | Einwohner |
| ---- | --------- |
| 1963 | 27.809¹   |
| 1973 | 39.476¹   |
| 1983 | 44.188¹   |
| 1993 | 42.326¹   |
| 2003 | 34.828¹   |
| 2005 | 34.589    |
| 2006 | 34.388    |
| 2007 | 34.125    |
| 2008 | 33.820    |
| 2009 | 33.422    |
| 2010 | 32.921    |
| 2012 | 31.834    |
| 2013 | 31.054¹   |
| 2024 | 34.589    |

¹ Volkszählungsergebnis

## Religionen

### Islam

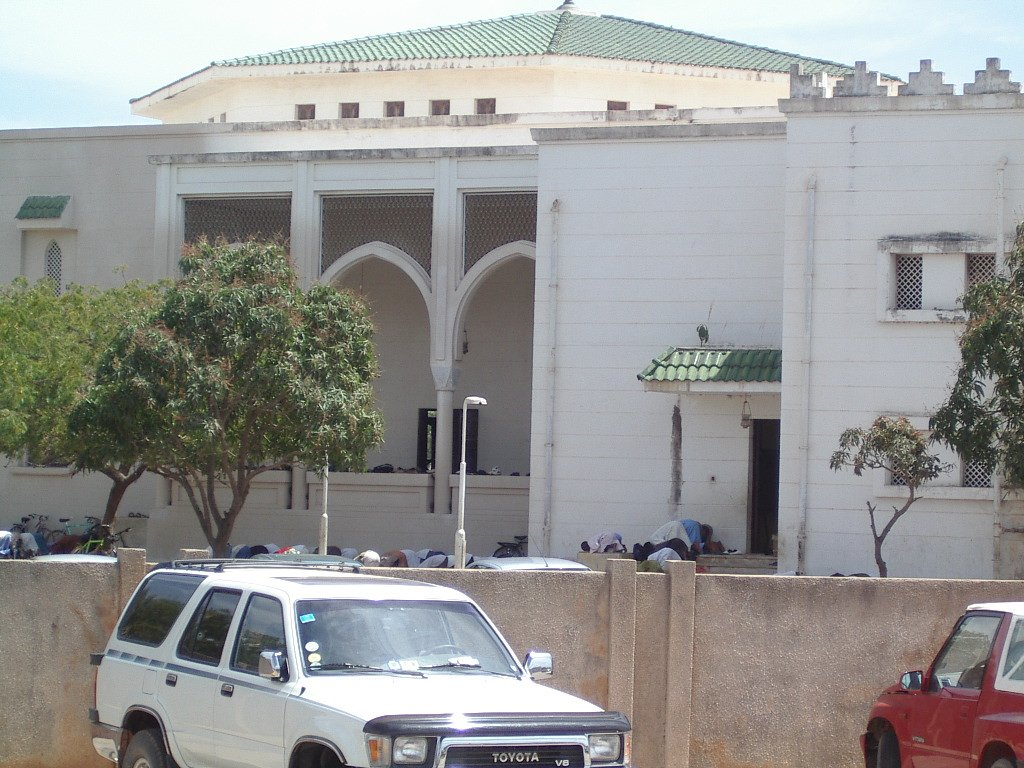
Moschee

Die 1988 erbaute King Fahad Mosque ist Gambias größte Moschee. Daneben gibt es in der Stadt weitere kleinere Moscheen, unter anderem die Masjid Abu Bakar Saddiq (zuvor Independence Drive Mosque), die Masjid Umar Bun Khatab (zuvor Half-Die Mosque) und die Masjid Ali Ibn Abi Talib (zuvor James Senegal Mosque). Die letztgenannten drei wurden vom Committee of Banjul Muslim Elders im Juni 2014 umbenannt. Sie sollten einen engeren Bezug zum Islam erhalten.

### Christentum
Die römisch-katholische Kirche unterhält für die knapp 33.000 Katholiken in Gambia das Bistum Banjul.

## Politik
Dem Stadtrat (Banjul City Council) steht eine Lord Mayoress vor. Seit dem 12. Mai 2018 ist Rohey Malick Lowe Amtsinhaberin dieser Position.

### Wappen
Beschreibung des Wappens:

„Im silbernen (weißen) Schildhaupt zwischen zwei grünen Halbmonden ein rotes Lazaruskreuz (Kleeblattkreuz), in der Mitte über einen silbern (weiß) gefassten blauen Wellenbalken zwei rechtsgerichtete silberne (weiße) Vorderlader darauf je eine Kanone in gleicher Farbe, im schwarzen Schildfuß ein silberner (weißer) Fisch.“

Das Wappen entstand noch in der britischen Kolonialzeit. Halbmonde und Lazaruskreuz symbolisieren die zwei Religionen Islam und Christentum, die Kanonen stehen für den Schutz und Sicherung der Stadt und der Wellenbogen steht für den Fluss Gambia mit seinem Fischreichtum (Fisch).

### Städtepartnerschaften
- Dakar, Senegal
- Doha, Katar (2011)[8]
- Freetown, Sierra Leone, seit 2008[9]
- Grimsby, Vereinigtes Königreich
- Mailand, Italien (2008)[10]
- Newark, Vereinigte Staaten
- Taipeh, Republik China (Taiwan)
- Tuskegee, Vereinigte Staaten
- Unna, Deutschland (ohne förmliche Festigung)[11]

## Kultur und Sehenswürdigkeiten

### Museen
- Das National Museum auf der Gloucester Street zeigt Exponate aus der kolonialen Vergangenheit und der jüngeren Geschichte Gambias.

### Bauwerke

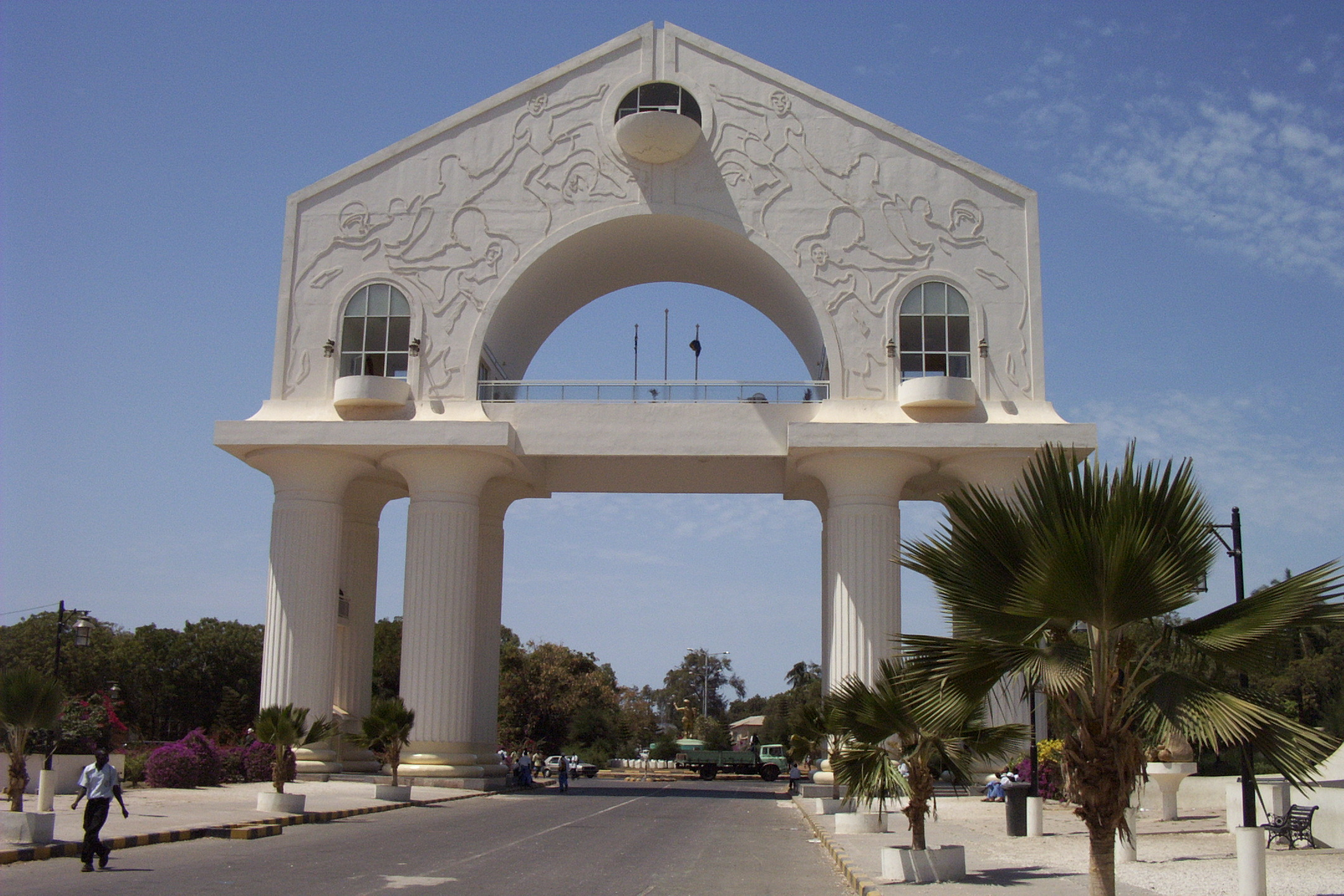
„Arch 22“

Die Architektur der Stadt ist immer noch weitgehend kolonial geprägt. Eine postkoloniale Ausnahme bildet die 35 Meter hohe Arch 22, die am 2. Jahrestag des Putsches vom 22. Juli 1994 eingeweiht wurde. Von dem Triumphbogen auf dem Independence Drive, der auch das Wahrzeichen von Banjul und des ganzen Landes darstellt, hat man einen guten Überblick über die Stadt.
- Der King George Memorial Fountain.

### Regelmäßige Veranstaltungen
- Banjul ist Ziel eines ungewöhnlichen jährlichen Autorennens, der Banjul Challenge. Die Teilnehmer müssen ein Auto fahren, das einen Wert von ungefähr 100 britischen Pfund nicht übersteigt, und unterwegs mit einem beschränkten Budget auskommen. Die Fahrzeuge sollen vom südenglischen Plymouth die Nordwestküste von Afrika in knapp zwanzig Tagen erreichen. Falls sie ankommen, werden die Fahrzeuge verkauft oder gespendet.
- Ähnlich der o. g. Banjul Challenge findet zwei Mal pro Jahr die Dresden-Dakar-Banjul Challenge statt.[13] Ausgerichtet wird diese vom sächsischen Breitengrad e. V. Gestartet wird jeweils im März und Oktober mit gebrauchten Autos, die, am Ziel angekommen, karitativ versteigert werden.

## Wirtschaft und Infrastruktur
Der Seehafen von Banjul spielt für Gambia eine große Rolle. Das wichtigste Exportprodukt sind Erdnüsse, importiert werden hauptsächlich Erdöl und Erdölprodukte.
In einer Rangliste der Städte nach ihrer Lebensqualität belegte Banjul im Jahre 2018 den 185. Platz unter 231 untersuchten Städten weltweit.

### Verkehr
Banjul ist von Westen her vom Festland über den gut ausgebauten Banjul-Serekunda Highway, der über die Denton Bridge führt, und die Bond Street zu erreichen. Nach Osten gibt es die Fährverbindung Banjul–Barra, die alle neunzig Minuten nach Barra auf der anderen Seite des Flusses verkehrt.
Außerhalb von Banjul, also nicht mehr auf dem Stadtgebiet von Banjul und etwa 24 Kilometer entfernt, befindet sich der Banjul International Airport.

## Persönlichkeiten
Ehrenbürger von Banjul
- 2008 – Michael Fennell, Commonwealth Games Federation[15]
- 2008 – Father Joseph Gough (1944–2017)[16]
- 2017 – Katy Roberts[17]